# Jerome Beasley
Pour les articles homonymes, voir Beasley.
Jerome Beasley, né le 17 mai 1980, à Compton, en Californie, est un ancien joueur de basket-ball américain. Il évolue durant sa carrière aux postes d'ailier fort et de pivot.

## Palmarès
- Champion CBA 2005
- Champion NBADL 2007
- Coupe des Pays-Bas 2009